# マイレージ、マイライフ
『マイレージ、マイライフ』（Up in the Air）は、ジェイソン・ライトマン監督による2009年のコメディドラマ映画である。ウォルター・カーンによる2001年の同名小説を原作としてライトマンとシェルドン・ターナーが脚本を執筆した。物語はジョージ・クルーニーが演じる企業の「ダウンサイザー」であるライアン・ビンガムと彼の旅に焦点が当てられ、他にヴェラ・ファーミガ、アナ・ケンドリック、ダニー・マクブライドなどが脇役を務める。撮影は主にミズーリ州セントルイスで行われ、作中の多くの都市の場面で代用として使われた。この他にもデトロイト、オマハ、ラスベガス、マイアミでも撮影が行われた。
ライトマンは2009年9月5日のテルライド映画祭を皮切りに他の様々な映画祭や上映会に出席して宣伝活動を行った。ロサンゼルスプレミアは2009年11月30日にマン・ヴィレッジ・シアターで行われた。パラマウント映画は2009年12月4日に北米での限定公開を開始し、12月23日に拡大公開に踏み切った。
映画はナショナル・ボード・オブ・レビュー賞やワシントンD.C.映画批評家協会賞で作品賞を獲得した。第15回クリティクス・チョイス・アワードでは8つの候補を獲得して脚色賞、ゴールデングローブ賞では6つの候補を獲得して脚本賞を受賞した。アカデミー賞では6つの候補を獲得したが無冠に終わった。

## あらすじ
ライアン・ビンガムは人事コンサルタント会社で働いており、雇用主に代わってレイオフや解雇を宣告するために米国中の事業所を飛び回っている。また彼は「バックパックの中身は?」という例えを使って自己啓発スピーチも行い、人間関係も荷物の負担も無い人生の美徳を賞賛する。1年の大部分を出張に費やすライアンはほとんど自宅に戻らず、旅を楽しみ、アメリカン航空史上7人目で最年少の1000万マイル達成者となることを目標にしている。ライアンは出張中に同じく年中飛び回っているアレックスとも気軽な関係を始める。
ある日、ライアンはネブラスカ州オマハにある自分の会社のオフィスに呼び戻される。野心的な若手社員のナタリー・キーナーはテレビ電話によるレイオフに切り替えてコストを削減するプログラムを推進する。ライアンはこのプログラムが孤立して無感覚であるように見られる可能性があるという懸念を示し、ナタリーは解雇プロセスの実態や怒った人々の扱いについて無知であると主張する。彼は解雇された従業員を演じて彼女の経験不足を証明する。ライアンの上司はナタリーを教育させるために次の彼の出張に同行させる
出張中、ナタリーは人生、特に人間関係や愛についてのライアンの哲学に疑問を呈するが、彼は自分のライフスタイルに満足していると断言する。また出張中にナタリーはボーイフレンドにメールで別れを告げられて落ち込み、ライアンとアレックスに慰められる。ライアンは試しにナタリーに解雇宣告をさせてみるが、1人はカメラを前に泣き出して慰めることができず、また直にあったもう1人は自殺をほのめかした。ナタリーはアレックスとの関係を真剣なものに発展させないライアンに説教し、怒り出す。ナタリーは後に謝罪し、2人は彼女のプログラムを始動させるためにオマハに戻る。
オマハに戻った直後にライアンはアレックスを説得して彼の妹の結婚式に出席させる。ライアンは出張先の様々な場所で妹夫婦が写った看板を写真に撮るように頼まれていたが、これは彼らが新婚旅行をする余裕がなかったからであった。式の直前、新郎が逃げ腰になって部屋にこもるとライアンの姉はスピーチの技術を使って彼を説得するようにライアンに頼む。個人哲学には反するが、ライアンは人生の重要な瞬間はほとんど共有されないと言って彼を説き付け、結婚式は無事に執り行われる。
ライアンは自分の人生と哲学について再考し始める。ラスベガスのコンベンションで「バックパックの中身は?」の公演を開く際にはもうそれを信じていないことに気づき、ステージから降りる。そのままライアンはシカゴにあるアレックスの自宅まで飛ぶ。アレックスがドアを開けるとライアンは彼女が既婚者であり、子供もいることを知り、夫に察せられる前にその場を立ち去る。アレックスは後にライアンに電話をかけ、家族が本物の人生であり、彼はただの逃避であることを伝える。
飛行機でライアンは搭乗員から1000万マイル達成を発表される。操縦席からフィンチ機長がライアンの元へ現れ、彼が最年少達成者であることを告げる。機長からどこに住んでいるのかを尋ねられるとライアンは「ここです」とだけ答える。
ライアンは航空会社に連絡し、妹夫婦が世界一周旅行ができるようにそれぞれ50万マイルを譲る。ライアンの上司は以前に出張中にナタリーが解雇した女性が本当に自殺し、そして彼女がメールで辞職したことを告げる。会社は遠隔解雇プログラムを中断する。
ナタリーは元ボーイフレンドのためにオマハに行く前に働いてたサンフランシスコで再就職の面接を受ける。面接官はライアンからの強い推薦の手紙を受けてナタリーの雇用を決める。ライアンが空港の電光案内板の前に立ち止まって見上げ、荷物入れから手を離したところで映画は終わる。

## キャスト
※括弧内は日本語吹替
- ライアン・ビンガム - ジョージ・クルーニー[5][6]（小山力也）
- アレックス・ゴーラン - ヴェラ・ファーミガ[6]（深見梨加）
- ナタリー・キーナー - アナ・ケンドリック（嶋村侑）
- クレイグ・グレゴリー - ジェイソン・ベイトマン（根本泰彦）
- カーラ・ビンガム - エイミー・モートン（英語版）（大西多摩恵）
- ジュリー・ビンガム - メラニー・リンスキー（佐藤あかり）
- ジム・ミラー - ダニー・マクブライド（佐藤晴男）
- スティーヴ - ザック・ガリフィアナキス（佐藤晴男）
- ボブ - J・K・シモンズ（土師孝也）
- メイナード・フィンチ - サム・エリオット（佐々木勝彦）
- カレン・バーンズ - タマラ・ジョーンズ（東條加那子）
- 解雇された社員 - アディール・カリアン（英語版）
- ブライアン -  アシュトン・カッチャー（クレジット無し）
- ソフトウェア・コンベンションのギーク - ケリ・マレット（英語版）（クレジット無し）[7]

## テーマ
この映画のテーマは結婚式の前の場面で登場する絵本『ビロードのうさぎ』と関連している。
ライトマンはこう述べている
「ある意味では、生計のために人を解雇する男についての映画だ。別の意味では、過剰にマイレージを溜める男についての映画だ。また別の意味では、お互いが独身で生きるという考えを信じていても恋に落ちてしまう、自分と非常に似た女と出会う男についての映画だ。」
ライトマンはまた「この映画は哲学の追究についてのものだ。もしあなたが何も無く、誰とも連れ添わずにハブからハブへと生きると決めたらどうだろうか?」と述べた。

## 製作

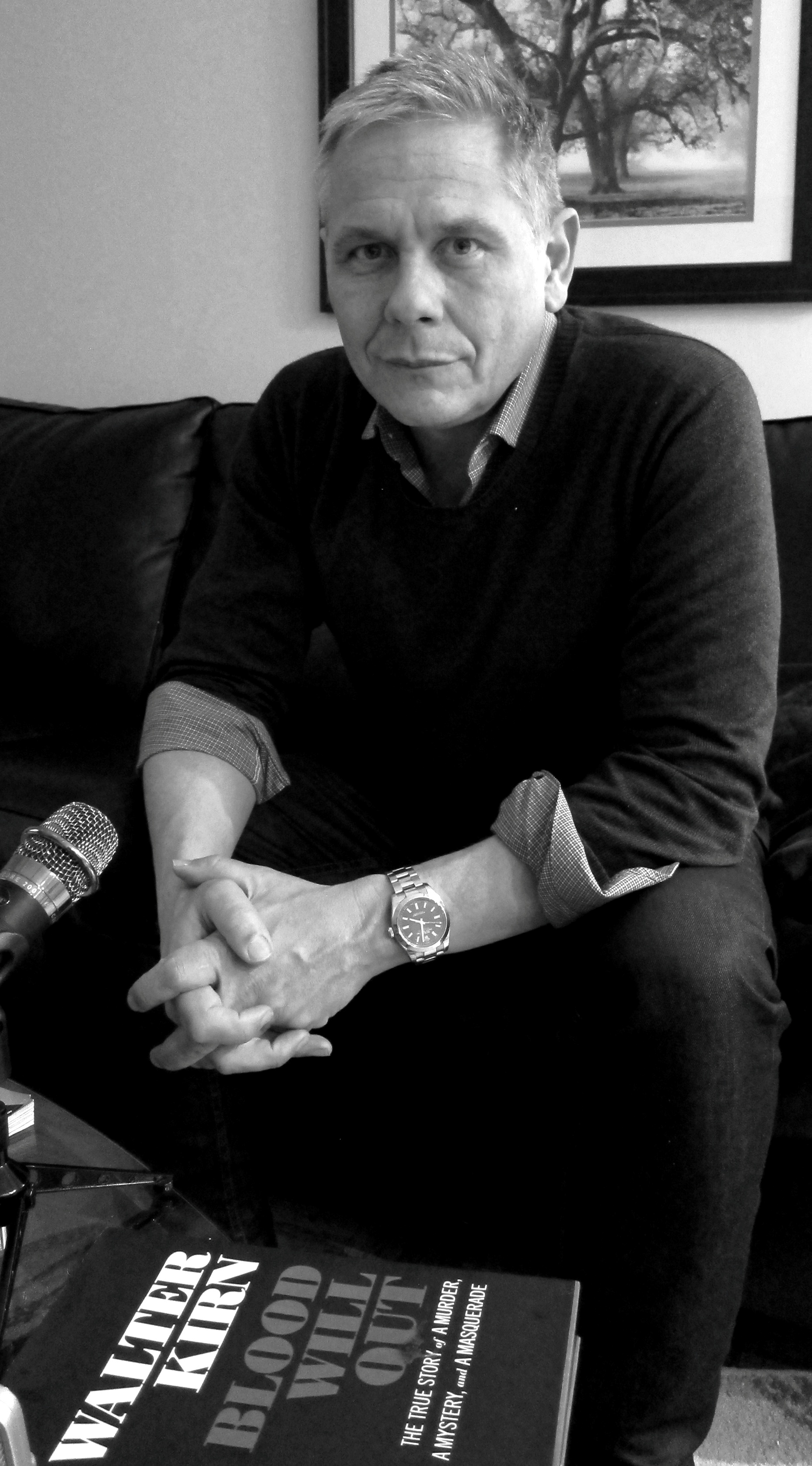
原作者のウォルター・カーン（2015年）。

### 背景
ウォルター・カーンはモンタナ州の牧場で雪が降る冬の間、空港、飛行機、以前にあったライアン・ビンガムに酷似したファーストクラスの乗客について考えながら映画の原作となる小説『マイレージ、マイライフ』を執筆した。小説は2001年に出版され、その直後にシェルドン・ターナーが本を発見して脚本を書き上げ、2003年にドリームワークスに売り込んだ。
カナダ系アメリカ人の映画作家のジェイソン・ライトマンもまた原作本に出会い（カバーのクリストファー・バックリーの推薦文に惹かれた）、ロサンゼルスの書店で立ち読みした。ライトマンは父親で同じくカナダ系アメリカ人の映画人であるアイヴァン・ライトマンに本の映画化権を買うように説得し、彼はテッド・グリフィンとニコラス・グリフィンに脚本を依頼し、彼らはターナーの脚本から一部要素を引き継いだ。ジェイソン・ライトマンもはターナーが書いたオリジナル脚本（ライトマンは知らなかった）から一部を取り入れて自身の脚本を書き上げた。映画で使われたターナーの設定には、ライアンの定型台詞（「帝国を築いたり世界を変えた人々は皆苦境を経験した」など）、自殺を含む重要なプロット・ポイント、ライアンのパートナー・キャラクターの存在（ターナーは男性として描いていた）がある。ライトマンは当初は単独でのクレジットを要求したが、全米脚本家組合（WGA）はターナーを共同クレジットさせるべきという裁定を下し、一方でライトマンは彼の脚本を読んだことがないと主張したために混乱した。ライトマンとターナーは後にWGAのイベントに出席し、ターナーが最終稿への貢献が明らかにされたことで共同クレジットに合意した。またプレス試写でライトマンは父のアイヴァンが「映画の中の最高の台詞を書いた」とも発言した。

### キャスティング
ライトマンは数多くのインタビュでジョージ・クルーニー、ヴェラ・ファーミガ、アナ・ケンドリック、ジェイソン・ベイトマン、ダニー・マクブライド、メラニー・リンスキー、エイミー・モートン、サム・エリオット、ザック・ガリフィアナキスのために宛て書きしたと主張していたが、実際にはケンドリックの役柄のためにエリオット・ペイジ（ライトマンの前作『JUNO/ジュノ』に出演）に会っていたことなどが報じられている。ファーミガに関してライトマンは積極性と女性らしさの間の細かいラインを歩く彼女の能力を指摘した。ケンドリックについてライトマンは『Rocket Science』での演技に触発されたと述べた。クルーニーに関してライトマンは「もしあなたが生計のために人を解雇する男についての映画を作り、その彼に好感を持ちたいと思うならば、それを演じる俳優は魅力的である方が良いし、ジョージ・クルーによりも魅力的な俳優はいなと私は考える。彼が出ると行ってくれて本当に幸運だった」と語った。ライトマンはもしもクルーニーに断られていた場合はスティーヴ・マーティンを構想していたことを明らかにした。ライトマンはマーティンとの映画に変更し、マーティンに「彼の『ロスト・イン・トランスレーション』」を与えることになっただろうと述べた。
2009年1月24日と25日にミズーリ州セントルイスのクレストウッドコートでエキストラが公募され、約4600人の応募が集まった。2000人のエキストラが使われ。そのうち15から25人のミズーリの俳優にはわずかな台詞があった。ネブラスカ州オマハ出身のエキストラは約250人が起用された。彼らはエプリー・エアフィールドのターミナル内外での撮影に使われたが、クルーニーの演技の多くはターミナル内部であった。
セントルイスとデトロイトでの撮影中、ライトマンは失業に関するドキュメンタリーを撮るという名目で最近失業した一般人を募集する広告を出した。彼は広告の「ドキュメンタリー」を強調し、俳優が集まらないようにした。ライトマンは年齢、人種、性別の異なる多くの人々が何が起こったかについて率直に語ってくれたことに驚いた。スタッフはデトロイトとセントルイスで30人ずつ撮影し、100のインタビュー映像を作り上げた。映画で実際に使われたのは22人分である。インタビューではまずこの不景気の時代に失職することについて10分間進め、その後彼らをカメラの前で「解雇」し、実際に失業した日と同じ反応か、あるいは彼らがやりたかった反応をするように頼んだ。

### 撮影
撮影は主にセントルイスで行われた。2009年2月下旬にデトロイト・メトロ空港でいくつかの場面の撮影が行われ、オマハ、ラスベガス、マイアミのものは氏証言にとどめられた。ミズーリとセントルイスは製作費2500万ドルのこの映画に対して410万ドルの税額控除を提供した。製作者たちは2009年1月5日にセントルイスの製作オフィスを設立した。セントルイスでの撮影は2009年3月3日に始まり、4月末まで続いた。撮影は80種のセットとセントルイス地域全般の50カ所のロケ地（セントルイス・ランバート国際空港のコンコースCとD（アメリカ全土のいくつかの空港として撮られた）、セントルイスのダウンタウンのマンション・ハウス・アパート、ヒルトン・セントルイス・アット・ザ・ボールパーク、ヒルトン・セントルイス・エアポート、チェシャー・イン、ジェンアメリカ・ビルディング（700マーケット）、ルネッサンス・グランド・ホテル、メープルウッド・ユナイテッド・メソジスト教会、アフォン・ハイ・スクールなど）で行われた。セントルイス・ランバート国際空港での撮影は5日間、1日あたり20時間行われた。
2008年10月、オマハのプロダクション・サービスは4月末にクルーニーと共に行う3日間の撮影に向けてのロケーションハンティングをネブラスカ州オマハで行った。場面のいくらかはビジターズ・ビューロー内部とダウンタウン・オマハのオールドマーケットのコンドとエプリー・エアフィールドのメインターミナルの南端で撮影された。
ライトマンは撮影に50日を要したが、そのうち8日間は空中撮影に専念した。空撮は予想以上に困難であり、彼は3日間の空撮を断念した。燃えるクロップ・サークルなど多くの空撮映像が予告編に存在するが、映画本編では使われなかったものもあった。空撮の飛行機のパイロットにはスペースシャトルを搭載したボーイング747を飛ばした経験のある者が起用された。
映画にはアメリカン航空、クライスラー、ハーツ、トラベルプロ、ヒルトン・ホテルなどがプロダクトプレイスメントとして登場する。一方でこれらと競合するブランドはぼかして映されるか会話の中で仮名に置き換えられた。これらのブランドは露出の対価を支払わなかったが、製作者がアメリカン航空の空港エリアやヒルトン・ホテル内などで撮影する際の使用料を免除した。

### 編集
『マイレージ、マイライフ』のポストプロダクションのスケジュールはジェイソン・ライトマンの前2作よりも短かった。編集チームは通常は22-26週間の期限をもうけられているのに対し、今回は16-17週間だけであった。ライトマンは撮影と平行してポストプロダクションを行った。ロケーション撮影の真っ最中に編集技師のデイナ・E・グローバーマンは編集のためにロサンゼルスに滞在した。彼女は毎日、または1日置きに編集した場面をライトマンに送信し、彼はそれを確認した。彼は土曜か日曜の数時間に彼女と作業をするために週末ごとに自宅に戻った。
編集は恋人となるライアンとアレックスの出会いを非言語的な瞬間がどのようにして形作るかを決めるのに役立った。「そのような場面ではある種の遊び心がある」と編集技師のグローバーマンは述べた。彼女は「彼らはお互いに与えたルックスはほとんどなかった。時に私は彼らの目でその小さな輝きを得るためにテイクをより長いビートにした。（中略）あなたは彼らが互いに弄り合っているときに早回しで多くの遊び心を目にすることができるが、その後、ヴェラが眉を少し上げたり、ジョージが同様にする瞬間もある。これらの微妙なニュアンスは彼らのキャラクターを示し、彼らが何をしているかを示すのにほんとうに役に立つ」と続けた。

## サウンドトラック
公式サウンドトラック盤は2009年11月9日にワーナー・ミュージックより発売され、ロルフ・ケントが作曲し、ハリウッド・スタジオ・シンフォニーで収録された。指揮はトニー・ブロンダルが務めた。
ケヴィン・レリックはライトマンが小説の映画化作業をするより2年前に楽曲「アップ・イン・ジ・エア」を書いた。レリックは映画を調べた際に映画のテーマが自分が書いた曲とほとんど同じであることに気づいた。「曲は不確実性、隔絶、孤独についてであり、キャリアの意向を暗に示している」とレリックは説明した。「それは憂鬱な歌で、あなたの人生がどこに行くのかを知るための説話だ」と彼は続けた。彼はウェブスター大学でライトマンからインタビューを受けた後にカセットを渡した。レリックはライトマンになぜその曲を与えたのかを教えるためにスポークン・ワードで説明した。ライトマンはテープデッキを探し出して曲を聴き、気に入ったため、映画のエンドクレジットでカセットから抜き出したイントロダクションと曲を使用した。ライトマンは曲には手作りの信頼性があると評した。

## 公開

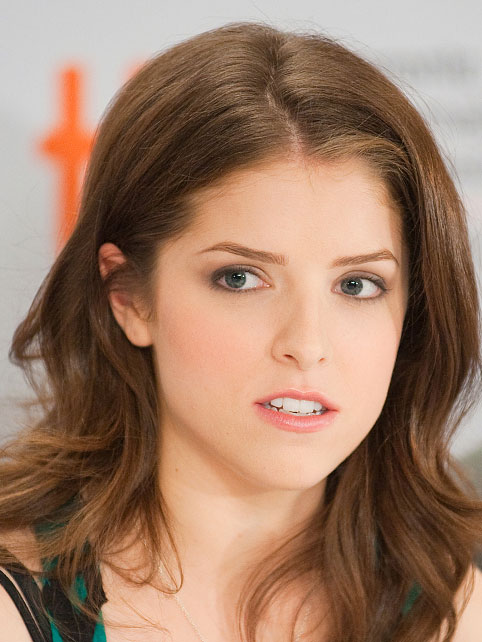
第34回トロント国際映画祭でのアナ・ケンドリック。

ライトマンは映画祭や上映会を巡回することで映画を大きく宣伝した。彼はライアン・ビンガムのライフスタイルに関わり、それを楽しむことができると述べた。ライトマンは「昨日（2009年10月28日）はこの10日間で10回目のフライトだったので、私はあの人生を自分自身で生きて、それを楽しんでいる」、「私はあなたが飛行機に乗っているときが1人で読書を楽しむための最後の避難所だと思っている」と述べた。
ライトマンは映画を宣伝した経験をまとめあげた。彼は自分にインタビューした全ての人の写真を撮り、訪問したすべての都市でビデオを撮影した。彼はこれらの素材を短編ビデオ『Lost In The Air: The Jason Reitman Press Tour Simulator』として編集した。

### 2009年9月
2009年9月5日と6日にテルライド映画祭でスニーク・プレビューが行われた。ライトマンはTwitterにテルライドの写真を投稿した。最初の上映の2時間前から観客が待ち、結局数百人が締め出された。
ワールド・プレミアは2009年9月10日から19日にかけて開催されたトロント国際映画祭（TIFF）で行われた。プレス上映は9月11日、一般上映は9月12、13、19日に行われた。ライトマンは当初はTIFFでの上映を想定しておらず、映画の完成はその3ヶ月先が予定されていた。彼はトロントでの上映のために製作を急いだ。
映画の1本目のクリップは2009年9月8日にAppleのウェブサイトで配信された。1本目の予告編は2009年9月10日にiTunesで配信され、また同年9月18日には劇場で封切られた『インフォーマント!』と『わすれた恋のはじめかた』の上映前に流された。2本目の予告編は2009年10月1日に公開された。

### 2009年10月
『マイレージ、マイライフ』は2009年9月30日から10月4日にかけて開催されたアスペン映画祭で上映された。10月2日のウィーラー・オペラ・ハウスでの上映後にライトマンは質疑応答のセッションに参加し、また新人監督賞を獲得した。2009年10月4日、第10回ウッドストック映画祭の閉幕日にティンカー・ストリート・シネマで2度上映された。ファーミガは上映後に芸能ジャーナリストのマーサ・フランケルが取り仕切る質疑応答セッションに参加した。2009年10月10日にロングアイランドで行われていたハンプトンズ国際映画祭で上映された。
第32回ミルバレー映画祭中のスポットライト・トリビュートでライトマンへのインタビューが行われ、2009年10月14日にカリフォルニア州サンラフェルのスミス・ラファエル・フィルム・センターで上映が行われた。ミルバレー映画祭は2009年10月8日から18日にかけて開催された。また10月14日から19日にかけて開催された第53回ロンドン映画祭では4度にわたって上映された。2009年10月15日から23日にかけて開催された第4回ローマ国際映画祭ではゴールデン・マルク・アウレリオ・オーディエンス賞を獲得した唯一のアメリカ映画となった。10月17日から19日にわたって3度上映された。2009年10月26日と27日にはフロリダ州オーランドのショウイーストで上映され、ライトマンは2年前の『JUNO/ジュノ』と同様に映画を支援するように映画館支配人やマネージャーに求めた。ライトマンはまたセントラルフロリダ大学の映画学生と質疑応答を行った。
セントルイスでの初のプレス上映は2009年10月28日にチボリ・シアターで行われた。2009年10月29日にオースティン映画祭でクロージング作品として上映され、ライトマンも参加した。パームスプリングス国際映画祭では2009年10月29日にリーガル・シネマで上映が行われ、アナ・ケンドリックが参加した。

### 2009年11月
2009年11月5日に行われたニューヨーク市のパリ・シアターでの上映はファーミガとケンドリックが主催した。2009年11月6日、ソーホーのニューヨーク・シティ・アップル・ストアはライトマンとの対談を主催した。2009年11月6日、ジェイコブ・バーンズ・フィルム・センターで上映が行われた後、質疑応答で『ニューヨーク・タイムズ』の批評家のジャネット・マスリンがライトマンとカーンへのインタビューを行った。2009年11月8日にボストン・サンデー・ナイト・フィルム・クラブでフリー・スクリーニングが行われた後、ライトマンとの質疑応答が開催された。
2009年11月12日から11月22日にかけて開催された第18回セントルイス国際映画祭で上映された。11月14日にミズーリ州ユニバーシティのティボリ・シアターで上映され、ライトマンとマイケル・ビューグが出席した。楽曲「アップ・イン・ジ・エア」の作者でセントルイスの音楽家のケヴィン・レリックは上映の30分前に演奏した。映画の結婚式の場面で演奏していたユコン・ジェイクは上映前のパーティに登場した。パーティはセントルイス・バルパーク・ヒルトンとエアポート・ヒルトンで行われた。どちらも映画で登場した。
2009年11月14日、パラマウントはプロモーションのために50人の記者達をアナ・ケンドリック、サッド・ブラッド・スミス、アメリカン航空の代表者と共にニューヨークに飛ばした。映画はニューヨークからロサンゼルスへ飛行中に機内のビデオモニターに映された。アメリカン航空はボーイング767機を無償で提供した。スミスは飛行機の通路で「ヘルプ・ユアセルフ」など数曲を演奏した。2009年11月18日、『バックステージ』とパラマウントはカリフォルニア州ロサンゼルスのパラマウント・シアターで映画俳優組合と『バックステージ』の会員向けに特別上映会を行った。上映後、ファーミガとケンドリックによる談話会が開かれた。2009年11月22日、デンバー映画祭のクロージング作品として上映され、J・K・シモンズがイントロダクションを務めた。2009年11月18日、第20回ストックホルム国際映画祭のクロージング作品として上映された。

### 一般公開
テルライド映画祭での高評価を受け、パラマウントは公開日を当初予定していた2009年12月4日から感謝祭休暇前となる11月13日への変更を検討した。しかしながらこれは同じくクルーニー主演の『ヤギと男と男と壁と』と競合した。最終的には2009年12月4日に15劇場で封切られ、翌週に72劇場まで展開し、12月23日に拡大公開へと切り替わった。北米外では2010年初頭より公開が始まった。

### ホームメディア
2010年3月9日にDVD及びBlu-ray Discが発売され、最初の週に53万6441枚、金額換算で911万4133ドルを売り上げた。累計では116万2509枚、1851万7122ドルを売り上げた。

## 評価

### 興行収入
アメリカ合衆国では2009年12月4日に15劇場で封切られ、週末興業ランキングで初登場13位となった。興行収入は118万1450ドル、1劇場あたり7万8763ドルであった。3日後、公開劇場は72まで拡大され、第2週末の興行収入は23万94344ドル（1劇場あたり3万3255ドル）に上った。12月23日の拡大公開に先駆けて第3週末には175劇場まで増加し、32万10132ドル（1劇場あたり1万8344ドル）を売り上げて8位となった。12月23日に1895劇場に拡大された。2010年4月8日に北米での劇場公開が終了し、累計で8382万3381ドル、外国で8301万9358ドル、全世界で併せて1億6684万2739ドルを売り上げた。

### 批評家の反応

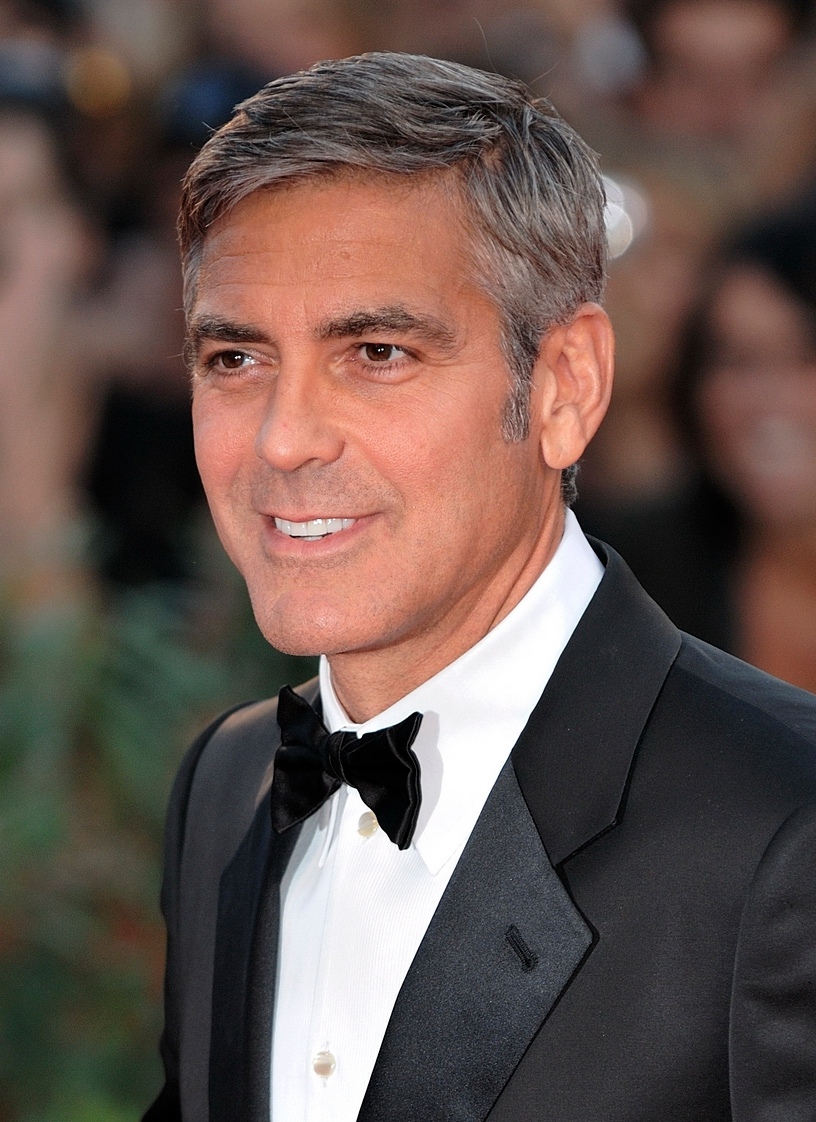
ジョージ・クルーニーの演技は絶賛された。

『マイレージ、マイライフ』は批評家に高評価され、クルーニー、ケンドリック、ファーミガの演技は広く賞賛された。レビュー・アグリゲーターのRotten Tomatoesでは269件の批評に基づいて支持率を91%、平均点を8.1/10と示し、「3人の主役によるカリスマ的な演技を主導したジェイソン・ライトマン監督はユーモアとエモーションをスマートに融合させ、メインストリームの観客達に十分なエッジを与えた」と纏めた。Metacriticでは36件の批評に基づいて加重平均値が83/100と示された。
『マイレージ、マイライフ』のスニーク・プレビューはテルライド映画祭で最も高い評価を得た。トロント国際映画祭のインディワイアの投票では3位であった。
『ロサンゼルス・タイムズ』のケネス・トゥランは「『マイレージ、マイライフ』はお気楽に思える。カジュアルで見事に巧まない優秀さだけでなく、風情と洞察、コメディと哀愁、さらにはドラマとリアリティを混ぜる能力は、それ自体は難しいものの、多くの組み合わせでより困難となる。この映画はその全て成し遂げ、一汗もかかせない」と評した。『エンターテインメント・ウィークリー』のオーウェン・グレイバーマンはA評価を下し、「ジェイソン・ライトマン監督の達人的な研磨により、非凡で宝石のような映画」と書いた。
『USAトゥデイ』のクラウディア・ピュイグは映画のタイムリーなセンスを賞賛し、「まだ進行中の間に時代を捉えるのは難しいことだが、『マイレージ、マイライフ』はウィットと人間性をもって素晴らしく輝く。（中略）ライトマンは現代のフランク・キャプラとして登場し、国家の不安と反発力の文化を取り込んでいる」と書いた。『IFC.com』のスティーヴン・サトーは「大規模な失業、文化的疎隔、技術が松葉杖として重要なテーマに触れている。だが最終的に、それは本当に監督のジェイソン・ライトマンの前の作から劇的な変化である巧妙なキャラクター描写だ」と書いた。『インデペンデント』のジョナサン・ロムニーは「そのシニカルなウィットはビリー・ワイルダーの括りの中にある。『マイレージ、マイライフ』は、『アパートの鍵貸します』は1960年についてだったのと同様に、現代のエグゼクティブ・カルチャーについて雄弁だ。それは残酷で荒涼とした映画だが、優れた現実的なロマコメで、あなたが望むことができる現代の社会経済における最も楽しい教訓だ」と書いた。『シカゴ・サンタイムズ』のロジャー・イーバートは4ツ星満点を与え、「これはコメディではない。そうだったら2009年の最後に日に笑うのは難しいだろう。悲劇でも無い。男性の仕事のやり方を観察するものだ」と書いた。
この映画を「軽い実存主義の巧妙に魅力的な一片」と呼んだトッド・マッカーシーは『バラエティ』誌で「演じる全てが自然で正しいと思えるほど、クルーニーは一流映画スターのやり方で自分の役柄をものにしており、キャラクターに自身の人格を注入している。クルーニーとファーミガの場面のタイミングは良くできたテニスのようだ」と評した。『ニューヨーク・タイムズ』のマノラ・ダルギスはこの映画の強い女性の役割を特に高く評価し、「猛々しいケンドリック氏、斧のようにスイングするポニーテールは彼女が出てくる全ての場面をつかんでいる」と書いた。
『シカゴ・トリビューン』のマイケル・フィリップスは「『マイレージ、マイライフ』は細かく作られた期待外れである。非常に素晴らしい、ジョージ・クルーニーのために作られたように感じる」と評した。『ヴァニティ・フェア』のジュリアン・サンクトンは「『マイレージ、マイライフ』には2つの映画がある。1つは人を解雇するために国中を飛び回る男について、もう1つは責任から逃げ続けているコミットメント恐怖症患者とファーミガによって具現化された真実の愛の瞬間についてだ。これらの2本の糸を編み併せる試みが存在しない。それが映画が充分でないと感じるところだ」と評した。『ヴィレッジ・ヴォイス』のJ・ホバーマンは「『JUNO/ジュノ』と同様、『マイレージ、マイライフ』はやっかいな現実を思い起こさせ、それから離れるのを望んでいる。映画製作者たちは深淵をのぞいて目を逸らした。（中略）映画はあなたが2度と家に戻ることができないと警告し、そしてこのことから偽の歓声と誤った意識、あなたができるという嘘で満たされている」と評した。
『シャイブ・マガジン』のジェイク・トムリンソンは5ツ星満点で4ツ星を与え、「ユーモアとエモーショナルの深さは非常に強力だが、映画の範囲によってはこれらの感傷が制限されることがある。映画ファンとして、この映画は私たちの日常生活の細かい点のいくつかを熟考できるように、一歩前進できる満足のいく体験を提供してくれるが、ここで全ての答えを見つけることは期待できない」と評した。

### 受賞とノミネート
『マイレージ、マイライフ』は映画そのものから脚本、監督、編集、3人の主演（ジョージ・クルーニー、ヴェラ・ファーミガ、アナ・ケンドリック）に至るまでが様々な賞にノミネートされた。第82回アカデミー賞は6つの候補を獲得したが無冠に終わった。第63回英国アカデミー賞ではライトマンとターナーが脚色賞を獲得し、また他に5部門で候補に挙がった。ダラス・フォートワース映画批評家協会では作品賞の他、監督賞、脚本賞、主演男優賞を獲得した。第67回ゴールデングローブ賞では5部門で候補に挙がり、ライトマンとターナーが脚本賞を受賞した。ライトマンとターナーは全米脚本家組合賞でも脚色賞を獲得した。
第14回サテライト賞では5部門で候補に挙がり、ロルフ・ケントが作曲賞を受賞した。クルーニー、ファーミガ、ケンドリックは第16回全米映画俳優組合賞で候補に挙がったが、受賞は全て逃した。ケンドリックはMTVムービー・アワードのブレイクスルー演技賞やパームスプリング国際映画祭のライジング・スター賞を獲得した。フロリダ映画批評家協会、アイオワ映画批評家協会、サウスイースタン映画批評家協会、バンクーバー映画批評家協会など11の賞で作品賞を獲得した。放送映画批評家協会、セントラルオハイオ映画批評家協会、デンバー映画批評協会、ワシントンD.C.映画批評家協会ではキャスト賞でも候補に挙がった。カンザスシティ映画批評家協会とナショナル・ボード・オブ・レビューでは候補に挙がった全ての部門での受賞を果たした。衣裳デザイナーのダニー・グリッカーは衣裳デザイナー組合賞のコンテンポラリー映画部門で候補に挙がった。またロジャー・イーバート、アメリカン・フィルム・インスティチュート、『ニューヨーク・タイムズ』などがこの映画を2009年のベストに挙げた。